# Гіоргі Ревазішвілі
Гіоргі Ревазішвілі (груз. გიორგი ზურაბის ძე რევაზიშვილი; нар. 31 березня 1977, Горі, Грузинська РСР) — грузинський футболіст, захисник.

## Клубна кар'єра
З 1993 по 1997 рік чотири сезони грав за клуб «Діла» у Вищій лізі Грузії. Потім грав за «Мерані-91» (Тбілісі) та «Одіші» (Зугдіді). У 1998 році виїхав за кордон, виступав за російський клуб «Крила Рад» (Самара), а також за молдовські «Шериф» (Тирасполь) та «Хайдук-Спортінг-ЮСМ» (Кишинів). У 2001 році повернувся до Грузії, де захищав кольори «Діли», «Цхінвалі» та «Торпедо» (Кутаїсі).

## Кар'єра в збірній
1998 року зіграв у товариському матчі олімпійської збірної Грузії проти Росії. У листопаді 1998 року вийшов на заміну в товариському матчі проти збірної Естонії.

## Досягнення
«Шериф»
- Молдовська Суперліга
  -  Срібний призер (1): 1999/2000